# Gordon Fraser
Pour les articles homonymes, voir Fraser.
Gordon Fraser , né le 19 novembre 1968 à Ottawa, est un coureur cycliste canadien des années 1990-2000. Il est actuellement directeur sportif de l'équipe Silber.

## Biographie
Gordon Fraser pratique le ski de fond durant sa jeunesse, et ainsi que le cyclisme pour s'entraîner durant l'été. Il prend un licence cycliste à l'âge de 17 ans.
À 25 ans, il part en Europe afin d'y disputer des courses amateurs, et s'inscrit à l'ASPTT Paris. Il obtient 21 victoires durant l'année 1994, dont Paris-Troyes. En juillet de cette année, il rejoint l'équipe professionnelle américaine Motorola, et en fin d'année, il dispute le championnat du monde sur route avec l'équipe du Canada. Avec celle-ci, il dispute également la course en ligne des Jeux olympiques d'été de 1996 à Atlanta aux États-Unis. Lorsque l'équipe Motorola disparaît à la fin de l'année 1996, Gordon Fraser est recruté par l'équipe française Mutuelle de Seine et Marne. Avec cette équipe, il gagne une étape du Grand Prix du Midi libre et participe au Tour de France 1997. Bon sprinter, il gagne le surnom de « Flash Gordon ».
L'année suivante, Fraser revient dans une équipe américaine, Mercury. Il y reste jusqu'à sa disparition, à la fin de l'année 2002. Durant ces cinq années, il remporte notamment deux fois le classement individuel du calendrier de courses national américain en 1999 et 2000, le championnat des États-Unis de critérium en 2000. Avec l'équipe du Canada, il est médaillé d'argent de la course en ligne aux Jeux panaméricains et aux championnats panaméricains en 1999, et participe à nouveau aux Jeux olympiques en 2000.
De 2003 à 2006, Gordon Fraser effectue ses quatre années en tant que coureur professionnel au sein de l'équipe américaine Health Net. En 2004, il est champion du Canada sur route et connaît une troisième et dernière participation aux Jeux olympiques.
En 2009, il devient directeur sportif au sein de l'équipe continentale américaine Type 1. Il exerce ensuite cette fonction dans l'équipe UnitedHealthcare en 2010, puis RealCyclist.com en 2011 et Silber à partir de 2015.

## Palmarès
- 1992
  - 5e étape du Tour de Basse-Autriche
  - Une étape du Tour du Doubs
- 1993
  - Une étape du Tour d'Ille-et-Vilaine
- 1994
  - Trophée Robert Gauthier
  - Paris-Troyes
  - 4e et 4e étapes du Tour de Normandie
  - Paris-Barentin
  - 2e et 5e étapes du Tour du Vaucluse
  - Paris-Chauny
  - Cinq étapes du Tour de Beauce
- 1997
  - 4e étape du Grand Prix du Midi libre
- 1998
  - 1re et 4e étapes de la Redlands Classic
  - 2e étape de la Sea Otter Classic
  - 1re étape du Tour des Asturies
  - 1re étape du Tour de Beauce
  - 4e étape du Tour de Toona
  - 1re étape de la Killington Stage Race
  - 2e de la Sea Otter Classic
- 1999
  - 3e et 5e étapes de la Redlands Classic
  - 2e étape de la Sea Otter Classic
  - 1re et 2e étapes du Tour Lefleur
  - 5e étape du Tour de Beauce
  - 2e étape de la Fitchburg Longsjo Classic
  - 2e et 7e étapes de l'International Cycling Classic
  - 4e étape du Tour de Toona
  - Tucson Bicycle Classic :
    - Classement général
    - 1re et 2e étapes

  - Wendy's International Cycling Classic :
    - Classement général
    - 1re et 2e étapes

  - Sports Grand Prix
  - 2e, 3e, 8e et 9e étapes du Tour Trans Canada
  -  Médaillé d'argent de la course en ligne aux Jeux panaméricains
  -  Médaillé d'argent de la course en ligne des championnats panaméricains
  - 2e de la Sea Otter Classic
  - 3e de l'Athens Twilight Criterium
- 2000
  - Athens Twilight Criterium
  - 1re étape du Critérium international
  - Grand Prix de Rennes
  - 2e étape de l'Another Dam Race
  - Prologue et 3e étape de la Sea Otter Classic
  - 4e étape du Tour de Toona
  - 5e étape du Tour de la Willamette
  - Wendy's International Cycling Classic :
    - Classement général
    - 1re, 3e, 5e et 6e étapes

  - Tour de Houston
  - Valley of the Sun Stage Race :
    - Classement général
    - 1re et 3e étapes

  - Tour de Toona :
    - Classement général
    - 1re, 2e et 3e étapes

  - Championnat des États-Unis de critérium
  - 2e du championnat du Canada
  - 2e de la First Union Classic
- 2001
  - 5e étape du Tour de Beauce
  - 1re étape du Tour de Langkawi
  - 2e étape de la Redlands Classic
  - Prologue et 3e étape du Tour de Toona
  - 2e de la Clarendon Cup
- 2002
  - Athens Twilight Criterium
  - First Union Classic
  - 6eb étape du Tour de Beauce
  - 1re étape de la McLane Pacific Classic
  - 1re étape de la Valley of the Sun Stage Race
  - 2e étape de la Sea Otter Classic
  - Tucson Bicycle Classic :
    - Classement général
    - 1re, 2e et 3e étapes

  - Manhattan Beach Grand Prix
  - 3e de l'USA Cycling National Racing Calendar
- 2003
  - 3e étape du Tour de Beauce
  - 2e, 3e et 4e étapes de la Pomona Valley Stage Race
  - 1re étape de la Redlands Bicycle Classic
  - 1re et 3e étape du Tour of the Gila
  - 1re étape de la Vuelta de Bisbee
  - 1re étape de la Tucson Bicycle Classic
  - Gastown Grand Prix
  - 1re étape de la McLane Pacific Classic
  - 3e de la Vuelta de Bisbee
  - 3e du Manhattan Beach Grand Prix
- 2004
  -  Champion du Canada sur route
  - 1re et 7e étapes du Tour de Géorgie
  - 1re et 2e étapes de la McLane Pacific Classic
  - 2e étape du Tour du Connecticut
  - 4e étape de la Cascade Classic
  - 2e du CSC Invitational
  - 2e de la Wachovia Classic
  - 2e de l'USA Cycling National Racing Calendar
  - 3e du Philadelphia International Championship
  - 3e du championnat des États-Unis de critérium
- 2005
  - Wachovia Classic
  - 6e étape du Tour de Géorgie
  - Prologue de la Sea Otter Classic
  - Gastown Grand Prix
  - 1re étape de la McLane Pacific Classic
  - 2e étape de la Central Valley Classic
  - 2e étape de la San Dimas Stage Race
  - 4e étape du Nature Valley Grand Prix
  - 1re étape de la Cascade Classic
  - 3e étape du Tour de Delta
  - Historic Roswell Criterium
  - 2e de la San Dimas Stage Race
  - 2e de la Sea Otter Classic
  - 3e du Tour de Delta
- 2006
  - Historic Roswell Criterium
  - Joe Martin Stage Race :
    - Classement général
    - 1re, 2e et 4e étapes

  - 3e étape du Tour of the Gila
  - 3e étape du Tour de Delta
  - 3e étape de la Central Valley Classic
  - 3e de l'Athens Twilight Criterium
  - 3e du Tour of Elk Grove

## Résultats sur les grands tours

### Tour de France
- 1997 : hors délai (9e étape)

## Classements mondiaux
| Année            | 2005 | 2006 |
| ---------------- | ---- | ---- |
| UCI America Tour | 8e   | 114e |